# Lakeside n.º 338
Lakeside n.º 338 es un municipio rural canadiense situado en la provincia de Saskatchewan.

## Superficie
Lakeside n.º 338 tiene una superficie de 653,88 km².

## Demografía
En 2021, tenía 396 habitantes, una densidad poblacional de 0,6 hab./km², y 129 viviendas.